# Angelo Miserocchi
Angelo Miserocchi (Santerno, 4 gennaio 1933 – Santerno, 21 febbraio 2021) è stato un ciclista su strada italiano.

## Biografia
Cominciò a correre nel 1950 con la Rinascita Ravenna nella categoria Allievi. Conseguì tre vittorie tra cui la Coppa "Giulio Bartali" (prova in linea da Sansepolcro alle Balze di Verghereto) e diversi piazzamenti.

Ottimo scalatore da giovane, divenne un buon passista. Nel 1954 trionfò nella Bologna-San Marino (1954), staccando di 40 secondi il futuro campione olimpico Ercole Baldini, e la Milano-Rapallo, dove precedette nuovamente il campione forlivese. Il successo nella prestigiosa Coppa Sabatini nel 1955 gli aprì le porte del ciclismo professionistico. Nella sua carriera da dilettante (1952-1956) collezionò 38 vittorie. Nella finale del Gran Premio Pirelli, disputata sul circuito del Giro di Lombardia (dove si cimentavano i professionisti), Miserocchi scalò il Monte Ghisallo in 24 minuti e 25 secondi, migliorando il record del campionissimo Fausto Coppi (25 minuti e 7 secondi).

Nel 1957 firmò un contratto con la prestigiosa Bianchi. Partecipò alle classiche internazionali di primavera ed alle gare nazionali. Al Giro di Sicilia si piazzò al 6º posto. Al Giro d'Italia di quell'anno fu gregario di Nino Defilippis.

Nel 1958 gli fu diagnosticato un dismetabolismo glucidico, che poi evolse in una forma di diabete. Disputò le sue ultime gare in quell'annata, tra cui il Giro di Sicilia (gara in linea).

Dopo la conclusione della carriera sportiva lavorò in una ditta metalmeccanica di Russi.

Sposatosi nel 1961 con Maria Grandi, ha avuto un figlio, Davide.